# بطولة الوزن خفيف الثقيل العالمية إن دبليو إيه
كانت بطولة الوزن خفيف الثقيل العالمية إن دبليو إيه بطولة مصارعة محترفة يُقرها تحالف المصارعة الوطني (إن دبليو إيه). تم الترويج لها في أغلب وقتها من خلال المنظمة المكسيكية كونسيخو مونديال دي لوتشا ليبري (سي إم إل إل)، حيث كانت تعرف باسم بطولة إن دبليو إيه العالمية شبه الكاملة (بالإسبانية: Campeonato Mundial Semi Completo de NWA). لقد بدأت كبطولة تابعة لتحالف المصارعة الوطني (إن دبليو إيه) الرسمي وتم منح السيطرة عليها إلى الفرع المكسيكي لإن دبليو إيه، منظمة إمبريسا ميكسيكانا دي لوتشا ليبري (إي إم إل إل). تم الترويج للبطولة أيضًا في إن دبليو إيه هوليوود ريسلينغ حتى إغلاقها في عام 1982. لقد ظلت البطولة تحت سيطرة إي إم إل إل حتى بعد انسحاب إي إم إل إل من التحالف وتغيير اسمها إلى كونسيخو مونديال دي لوتشا ليبري. كانت تعتبر الأكثر أهمية في إي إم إل إل / سي إم إل إل نظرًا لتاريخها. وبما أنها بطولة مصارعة محترفة، فإن الفوز بها لا يكون بشكل شرعي؛ بل يتم عبر نهاية مكتوبة لمباراة، أو تُمنح لمصارع بسبب محور قصة. إن التعريف الرسمي لفئة الوزن الخفيف الثقيل في المكسيك هو ما بين 92 كيلوغرام (203 رطل) و97 كيلوغرام (214 رطل)، ولكن لا يتم تطبيق هذا الشرط بصرامة دائمًا.
كان البطل الأول هو جيبسي جو الذي فاز باللقب في 6 نوفمبر 1952. وفي عام 1957، جردت إن دبليو إيه فرانك ستوجاك من البطولة لافتقاره إلى دفاعات تفرضها إن دبليو إيه، لكن ستوجاك احتفظ بالحزام المادي ودافع عنه لأكثر من عام حتى استعادت إن دبليو إيه فعليًا حزام البطولة منه. وبعد تجريد ستوجاك من اللقب، قرر المجلس التنفيذي في إن دبليو إيه منح سلفادور لوتروث ومنظمة إمبريسا ميكسيكانا دي لوتشا ليبري السيطرة على البطولة في عام 1958. كان البطل الأول تحت سلطة لوتروث هو دوري ديكسون، الذي عمل في إي إم إل إل لسنوات عديدة. وخلال أواخر السبعينيات وأوائل الثمانينيات، تم الدفاع عن البطولة أيضًا في منطقة لوس أنجلوس حتى إغلاق هذا العرض الترويجي في أوائل الثمانينيات؛ منذ ذلك الحين، تم الدفاع عنها فقط في المكسيك.
في مارس 2010، أرسل بلو ديمون الابن، رئيس إن دبليو إيه المكسيك، رسائل إلى سي إم إل إل، يخبرهم فيها بالتوقف عن الترويج للبطولات التي تحمل علامة إن دبليو إيه نظرًا لأنهم لم يكونوا جزءً من إن دبليو إيه. لقد حاولت إن دبليو إيه المكسيك سابقًا استعادة ثلاث بطولات تحمل علامة إن دبليو إيه التي روجت لها سي إم إل إل، لكن تم تجاهلها من قبل سي إم إل إل. لم تستجب المنظمة مباشرة للمطالبة الأخيرة؛ علق بطل الوزن الوسيط إن دبليو إيه، ميفيستو، قائلًا ببساطة إن البطولات تنتمي إلى سي إم إل إل. وأخيرًا، في 12 أغسطس 2010، بدأت سي إم إل إل لأول مرة في الترويج لبطولة الوزن خفيف الثقيل العالمية التاريخية إن دبليو إيه الجديدة بعد إعادة البطولة القديمة إلى إن دبليو إيه.

كان هناك إجمالي 64 عهدًا مشتركًا بين 39 مصارعًا. حصل راي مندوزا على البطولة أكبر عدد من المرات بستة ألقاب؛ وصلت فترة عهدي غوري غيريرو مجتمعةً إلى 1963 يومًا، وهو أعلى مجموع لأي بطل. كان رودي بايبر هو البطل بأقصر فترة، يومين؛ في حين أن أطول فترة احتفاظ تعود إلى فرانك ستوجاك مع 1573 يومًا.

## روابط خارجية
- الموقع الرسمي
- تاريخ عنوان NWA